# علی‌رضا پنجه‌یی
علی‌رضا پنجه‌ای (زادهٔ مرداد ۱۳۴۰) شاعر، روزنامه‌نگار، نظریه‌پرداز و منتقد ادبی ایرانی است. وی سردبیر ویژهٔ فرهنگ، هنر و ادبیات گیله‌وا بوده‌است. شعرهای پنجه‌ای به زبان‌های عربی، ترکی، کردی، گیلکی، آلمانی، سوئدی، چینی، ایتالیایی، فرانسه و روسی ترجمه شده‌است. او سردبیر دوهفته‌نامهٔ دوات است.

## زندگی
علی‌رضا پنجه‌ای در مرداد ۱۳۴۰ از پدر و مادری اهل شهرستان رشت، در ساوه به دنیا آمد. او از نوجوانی سرودن را آغاز کرد و نخستین اشعار خود را در سال ۱۳۵۶ سرود.

### آغاز شاعری
پنجه‌ای، از نیمهٔ دوم دههٔ ۱۳۵۰ به‌طور جدی و از نیمهٔ دوم دههٔ ۱۳۶۰ به‌طورحرفه‌ای به شعر و روزنامه‌نگاری پرداخت، انتشار۱۰ کتاب شعر از پاییز ۱۳۵۷ و یک آنتولوژی از ۱۳۵۴ شاعر نوپرداز گیلانی توسط نشر مروارید با عنوان برشی از شعر گیلان -که توسط ناشر سال ۱۳۷۴ با عنوان گزینه شعر گیلان نشر یافت.

### فعالیت مطبوعاتی
سردبیری نشریات ادبی چون فصل‌نامهٔ گیلان‌زمین فرهنگی، تاریخی (سال‌های ۱۳۷۳ تا ۱۳۸۱)، گیله‌وا، روزنامهٔ معین روزنامهٔ صبح شمال ایران از زمره فعالیت‌های پنجه‌ای در عرصهٔ روزنامه‌نگاری محسوب می‌شود، هم چنین باید دبیری سرویس ادبیات روزنامه‌ها و هفته نامه‌های: هاتف، گیلان امروز و دوره‌ای کوتاه هنر و ادبیات گیلان و زنجان روزنامهٔ اطلاعات، نیز باید به این کارنامه دبیری سرویس شعر و نقد شعر فصل نامهٔ معماری آوای فن و ماه نامهٔ ره آورد گیل را افزود. علی رضا پنجه‌ای اکنون سردبیر دوهفته نامهٔ دوات است که مدیرمسوول و صاحب امتیازش پسرش مزدک پنجه‌ای است

### خانهٔ فرهنگ گیلان
او نیز همراه چند تن از نویسندگان و هنرمندان گیلانی از بنیان‌گذاران خانهٔ فرهنگ گیلان محسوب می‌شود. او از ابتدای تشکیل خانه فرهنگ گیلان به‌طور متناوب عضو هیئت رئیسه، بازرس، سخنگو و مسوول روابط عمومی خانه بوده‌است. پنجه‌ای همچنین در دهه ۱۳۸۰ به مدت دو سال و اندی کارگاه شعر ۵ شنبه‌ها همیشه را برگزار می‌کرد.

###### ۱۳۸۷ -شب هیچ وقت نمی‌خوابد
- ۱۳۹۳ - کوچه چهرزاد
- ۱۳۹۳ - عشق همان اویم است
- ۱۳۹۶-برگزین ده کتاب «تورا به اندازهٔ تو دوست دارم»
- ۱۳۹۸-از خویش می‌دوم
- ۱۴۰۱-مسافرخانه بهشت
- ۱۴۰۳-سک‌سک‌های عاشقانه[۱۶]